# Campeonato Argentino de Futebol de 1919 (AAF)
O Campeonato Argentino de Futebol de 1919, originalmente denominado Copa Campeonato 1919, foi o trigésimo primeiro torneio da Primeira Divisão do futebol argentino e o vigésimo sétimo organizado pela Asociación Argentina de Football. O Boca Juniors conquistou o seu primeiro título de campeão argentino.
O campeonato teve um desenvolvimento irregular, sua disputa começou com dezenove equipes, das quais, treze deixaram a competição, algumas delas foram desfiliadas e outros expulsas. Com a saída desses clubes, que formaram a Asociación Amateurs de Football, o torneio da Asociación Argentina terminou com apenas seis.
A primeira etapa, que foi anulada após a disputa incompleta de nove rodadas, foi disputada entre 16 de março e 31 de agosto, enquanto que o torneio de emergência subsequente, jogado pelo resto das equipes que não migraram para a Asociación Amateurs, começou em 28 de setembro e terminou em 21 de janeiro de 1920, sendo encerrado com catorze partidas sem jogar.

## Participantes
| Equipe                  | Cidade       |
| ----------------------- | ------------ |
| Atlanta                 | Buenos Aires |
| Boca Juniors            | Buenos Aires |
| Defensores de Belgrano  | Buenos Aires |
| Estudiantes             | Buenos Aires |
| Estudiantes de La Plata | La Plata     |
| Estudiantil Porteño     | Buenos Aires |
| Eureka                  | Buenos Aires |
| Gimnasia y Esgrima      | La Plata     |
| Huracán                 | Buenos Aires |
| Independiente           | Avellaneda   |
| Platense                | Buenos Aires |
| Porteño                 | Buenos Aires |
| Racing Club             | Avellaneda   |
| River Plate             | Buenos Aires |
| San Isidro              | San Isidro   |
| San Lorenzo             | Buenos Aires |
| Sportivo Barracas       | Buenos Aires |
| Sportivo de Almagro     | Buenos Aires |
| Tigre                   | Victoria     |

## Classificação final
| Pos | Equipes          | Pts | J | V | E | D | GM | GS | SG  |
| --- | ---------------- | --- | - | - | - | - | -- | -- | --- |
| 1.  | Boca Juniors     | 14  | 7 | 7 | 0 | 0 | 27 | 5  | +22 |
| 2.  | Estudiantes LP   | 7   | 8 | 2 | 0 | 3 | 10 | 7  | +3  |
| 3.  | Huracán          | 4   | 5 | 2 | 0 | 3 | 3  | 11 | -8  |
| 4.  | Eureka           | 3   | 4 | 1 | 1 | 2 | 5  | 6  | -1  |
| 5.  | Sportivo Almagro | 3   | 4 | 1 | 1 | 2 | 3  | 8  | -5  |
| 6.  | Porteño          | 3   | 6 | 1 | 1 | 4 | 5  | 16 | -11 |

## Premiação
| Campeonato Argentino de Futebol de 1919 (AAF) |
| --------------------------------------------- |
| Boca Juniors Campeão (1° título)              |

## Goleadores
| Jogador   | Jogador          | Gols | Equipe       |
| --------- | ---------------- | ---- | ------------ |
| Argentina | Alfredo Garasini | 6    | Boca Juniors |
| Argentina | Alfredo Martín   | 6    | Boca Juniors |

## Bibliografía
- Estévez, Diego (2010). 38 Campeones del fútbol argentino 1891-2010. [S.l.]: Ediciones Continente. ISBN 978-950-754-301-2